# 杨奂
杨奂（1186年—1255年），初名焕，字焕然，号紫阳。金末元初人。
杨振之子。大定二十六年（1186年）生于奉天县华严里杨汉村（今乾县杨汉村）。十一歲喪母。早年屡试不中。蒙古破汴京时，依靠冠氏县赵天锡。元初隐居教書，学者称为紫阳先生。元太宗十年（1238年），参加“戊戌选试”，中东平道进士第一名，曾任河南路征收课税所长官，元宪宗五年（1255年）卒。谥文宪。著有《正统书》六十卷、《还山集》六十卷。

## 延伸阅读
[在维基数据编辑]
 《元史·卷153》，出自宋濂《元史》
 《新元史/卷237》，出自柯劭忞《新元史》